# Бобков Ігор Сергійович
Ігор Сергійович Бобков (рос. Игорь Сергеевич Бобков; 2 січня 1991, м. Сургут, СРСР) — російський хокеїст, воротар. Виступає за «Автомобіліст» у Континентальній хокейній лізі (КХЛ).
Вихованець хокейної школи «Металург» (Магнітогорськ). Виступав за «Сталеві Лиси» (Магнітогорськ), «Лондон Найтс» (ОХЛ), «Сірак'юс Кранч» (АХЛ), «Кінгстон Фронтенакс» (ОХЛ), «Норфолк Адміралс» (АХЛ), «Юта Гріззліс» (ECHL).
В чемпіонатах НХЛ — 0 матчів, у турнірах Кубка Стенлі — 0 матчів.
У складі молодіжної збірної Росії учасник чемпіонатів світу 2010 і 2011. У складі юніорської збірної Росії учасник чемпіонату світу 2009.
Досягнення
- Чемпіон МХЛ (2010)
- Переможець молодіжного чемпіонату світу (2011)
- Срібний призер юніорського чемпіонату світу (2009)

Нагороди
- Найкращий воротар юніорського чемпіонату світу (2009)